# Hibiki Tsuha
Hibiki Tsuha (japanisch 津波 響樹 Tshuha Hibiki; * 21. Januar 1998, Tomigusuku, Präfektur Okinawa) ist ein japanischer Leichtathlet, der sich auf den Weitsprung spezialisiert hat.

## Sportliche Laufbahn
Erste internationale Erfahrungen sammelte Hibiki Tsuha 2015 bei den Jugendweltmeisterschaften in Cali, bei denen er mit 7,30 m in der Qualifikation ausschied. 2019 nahm er an der Sommer-Universiade in Neapel teil, schied aber auch dort mit 7,43 m in der Qualifikation aus, wie auch bei den Weltmeisterschaften in Doha, bei denen 7,72 m nicht für einen Finaleinzug reichten. 2021 schied er bei den Olympischen Sommerspielen in Tokio mit 7,61 m in der Qualifikationsrunde aus und 2025 wurde er bei den Hallenweltmeisterschaften in Nanjing mit 7,13 m 13. Ende Mai belegte er bei den Asienmeisterschaften in Gumi mit 7,94 m den sechsten Platz. 
2020 wurde Tsuha japanischer Meister im Weitsprung im Freien sowie 2022, 2024 und 2025 in der Halle.